# Spatula cyanoptera
L'alzavola cannella (Spatula cyanoptera (Vieillot, 1816)), anche anatra color cannella, anatra dalle ali azzurre o cannella, è un uccello della famiglia degli Anatidi diffuso nelle Americhe.

## Descrizione
Il maschio adulto ha la testa e il corpo rosso-cannella con il dorso bruno, l'occhio rosso e il becco scuro. La femmina adulta ha il corpo bruno chiazzato, la testa bruno pallida, gli occhi bruni e il becco grigio ed è molto simile nell'aspetto a una femmina di alzavola dalle ali azzurre. È tra le più piccole specie appartenenti al genere Anas, misura infatti mediamente 41 cm di lunghezza, ha un'apertura alare di 62 cm, il peso è compreso tra i 360-408 grammi.

## Distribuzione habitat
Il loro habitat di nidificazione sono le paludi e gli stagni del Nordamerica occidentale e del Sudamerica. L'alzavola cannella forma generalmente una nuova coppia ogni anno. Sono migratrici e la maggior parte sverna nel Sudamerica settentrionale e nei Caraibi, non coprendo generalmente grandi distanze come l'alzavola dalle ali azzurre.

## Biologia

### Riproduzione
La femmina depone generalmente 6-8 uova, vengono covate per 25 giorni, gli anatroccoli impiegano circa 49 giorni per crescere e poter volare.

### Alimentazione
Questi uccelli si nutrono sguazzando. Mangiano soprattutto piante, semi ed erbe; la loro dieta può includere molluschi e insetti acquatici.

## Tassonomia
Le sottospecie sono:
- Anas cyanoptera septentrionalium - Alzavola cannella settentrionale.
- Anas cyanoptera tropica - Alzavola cannella tropicale.
- Anas cyanoptera borreroi - Alzavola cannella di Borrero (forse estinta).
- Anas cyanoptera orinomus - Alzavola cannella andina.
- Anas cyanoptera cyanoptera - Alzavola cannella argentina.